# Verkh-Ouïmon
Verkh-Ouïmon (en russe : Верх-Уймо́н, en altaï méridional : Ӱстӱги Оймон, Üstügi Oymon, litt. « le Haut-Ouïmon »), aussi appelé Verkhni-Ouïmon, est un village de la république de l'Altaï en Russie. Se trouvant dans le raïon d'Oust-Koksa, sa population s'élevait à 583 habitants lors du recensement de 2021. Village le plus ancien du raïon d'Oust-Koksa, il fut fondé par des vieux-croyant au XVIIIe siècle.
Situé dans la steppe d'Ouïmon, le village vit de l'agriculture et depuis plus récemment du tourisme grâce aux richesses naturelles qui se trouvent dans les alentours du village.

## Étymologie
Le nom du village, Verkh-Ouïmon (Верх-Уймо́н), est une forme raccourcie de Verkhni-Ouïmon (Верхний Уймон), qui signifie « dans le Haut du Ouïmon ». Selon les Altaïens, Ouïmon aurait été un mot apporté par les premiers colons russes, car leur nom à eux de la steppe était Kiouksou. Une autre hypothèse serait que la steppe porte le nom d'un chef Altaïen de l'époque où les premiers colons russes sont arrivés dans la steppe.

## Géographie
Verkh-Ouïmon se trouve dans la république de l'Altaï, une république russe du sud de la Sibérie. Le village fait partie du district fédéral sibérien, et se situe à 569 km au sud-est de Novossibirsk, la capitale du district. Elle se trouve aussi à 3 211 km à l'est de Moscou, ainsi qu'à 194 km au sud de Gorno-Altaïsk, la capitale de son sujet.
Verkh-Ouïmon est incluse dans le raïon d'Oust-Koksa, un des dix raïons de la république qui se trouve dans son sud-est, avec comme chef-lieu le village d'Oust-Koksa, dont Verkh-Ouïmon est à une dizaine de kilomètres. Le village est inclus dans la municipalité de Verkh-Ouïmon, et en est son chef-lieu. Cette municipalité regroupe 6 localités : Verkh-Ouïmon ; Moulta ; Tikhonskaïa ; Gagarka ; Zamoulta et Maralnik-1.
Concernant la géographie, le village se trouve dans la steppe d'Ouïmon, un bassin intermontagneux long de 35 km d'ouest en est, où se trouve la majorité des villages du raïon, dont son chef-lieu. Ce bassin, coincé au nord par les monts de la Terekta, et au sud les monts Katoun, fait partie de l'Altaï, vaste système montagneux d'Asie centrale.
La Katoun, une des deux rivières qui donne naissance à l'Ob, traverse la steppe, et le village se trouve sur sa rive droite. Précisément, le village se trouve à un endroit où la Katoun a plusieurs défluents et îles fluviales. Au sud du village se trouvent des contreforts des monts Katoun, plus haut massif de l'Altaï, avec le point culminant de ce dernier, le Béloukha, à 4 506 m d'altitude, à 74 km au sud de la localité.
Le village se trouve dans la vallée de la rivière Okol, une petite rivière naissant quelques kilomètres au sud et se jetant dans la Katoun au niveau du village après l'avoir traversé. Le village est à la fin d'une vallée en forme de demi-cercle, avec l'ouverture au nord, où se trouve le village et la steppe. Les monts entourant cette vallée vont de 1 000 m jusqu'à 1 847 m au mont Tcherny Chouch, à l'endroit où les deux crêtes de la vallée se rejoignent. Par comparaison, l'altitude du village varie de 939 à 942 m.
La superficie du village est de 190,8 ha , avec une part résidentielle de 74,4 hectares, une part publique et commerciale de 4,5 hectares, une part agricole de 2,8 hectare, une part d'entreposage (industriel ou municipal) de 2,7 hectares, et une part liée aux transports de 0,07 hectare.

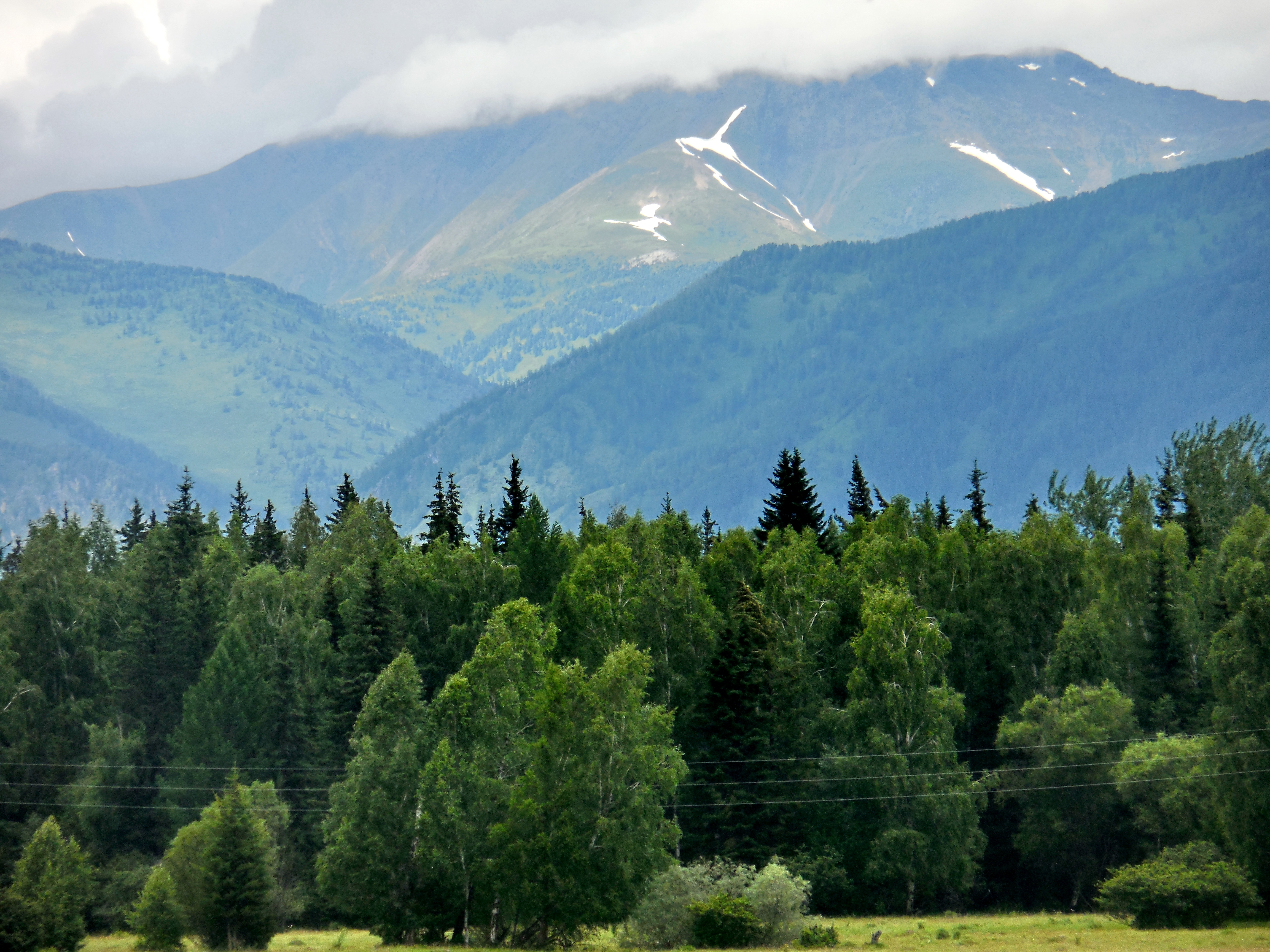
Monts Katoun sous les nuages depuis le village avec une forêt au premier plan.

| Oktiabrskoïe |              |            |
| Gagarka      | Verkh-Ouïmon | Tikhonkaïa |
|              |              |            |

### Géologie
Concernant la géologie, le village se trouve dans une plaine inondable, qui est composée d'alluvions. Presque 96% du sol est composé de galets et autres cailloux. Les terres autour du village sont cultivables, grâce justement à ces alluvions.
Les roches du village datent d'il y a au moins 50 millions d'années, datant du Protérozoïque tardif, tout comme les roches de la région. Ces roches sont pour la plupart métamorphiques. Pour la sismicité, le village se trouve dans une zone à risque, avec des séismes pouvant atteindre la catégorie VIII sur l'échelle Medvedev-Sponheuer-Karnik. Le pergélisol est profond en moyenne de 1,9 m.

### Climat
Le climat de Verkh-Ouïmon est continental humide, de type Dfb selon la classification de Köppen. Les précipitations sont supérieures à 750 mm/an, et la température moyenne est de seulement 2,2 °C. Janvier et février sont les mois les plus secs, juin et juillet les plus pluvieux. En janvier, les températures sont les plus froides et en juillet les plus chaudes. L'ensoleillement à Verkh-Ouïmon est de 2 934,72 h/an, soit une moyenne de 96,37 h/mois. En juin, il y a 348,5 h d'ensoleillement (11,24 h/j) contre 141,27 h en janvier ( 4,56 h/j).
L'étendue des températures moyennes est de 32,4 °C, celui des précipitations de 55 mm. Concernant la steppe, où se trouve le village, il faut noter son climat rigoureux, avec un minimum absolu de −56 °C, mais un maximal absolu enregistré de +34 °C. Dans la zone, la période sans gel est en moyenne de 95 jours, et il y a du vent en moyenne 200 jours par an. Typiquement, la neige commence à tomber aux alentours du 14 octobre, et fond vers le 22 mars. La hauteur de la couverture atteint en moyenne 26 cm.
| Mois                                | jan.  | fév.  | mars | avril | mai  | juin | jui. | août | sep. | oct. | nov.  | déc.  | année |
| ----------------------------------- | ----- | ----- | ---- | ----- | ---- | ---- | ---- | ---- | ---- | ---- | ----- | ----- | ----- |
| Température minimale moyenne (°C)   | −18,6 | −16,2 | −10  | −2,3  | 2,9  | 9,4  | 11,5 | 10   | 4,2  | −2,6 | −10,7 | −15,9 | −3,19 |
| Température moyenne (°C)            | −15,5 | −12,2 | −5,1 | 2,6   | 8,7  | 15,1 | 16,9 | 15,6 | 9,5  | 1,3  | −7,3  | −13   | 2,21  |
| Température maximale moyenne (°C)   | −12,6 | −8,1  | −0,5 | 6,9   | 13,8 | 19,9 | 21,6 | 20,5 | 14,4 | 5,5  | −4    | −10,4 | 6,5   |
| Précipitations (mm)                 | 31    | 31    | 43   | 68    | 85   | 86   | 81   | 81   | 68   | 67   | 64    | 48    | 783   |
| Nombre de jours avec précipitations | 6     | 6     | 7    | 9     | 11   | 11   | 12   | 10   | 8    | 9    | 9     | 9     | 107   |
| Humidité relative (%)               | 57    | 55    | 53   | 60    | 62   | 66   | 66   | 61   | 59   | 65   | 65    | 61    | 61,17 |

| Diagramme climatique                                  |             |           |           |           |           |            |          |           |           |           |              |
| J                                                     | F           | M         | A         | M         | J         | J          | A        | S         | O         | N         | D            |
| −12,6−18,631                                          | −8,1−16,231 | −0,5−1043 | 6,9−2,368 | 13,82,985 | 19,99,486 | 21,611,581 | 20,51081 | 14,44,268 | 5,5−2,667 | −4−10,764 | −10,4−15,948 |
| Moyennes : • Temp. maxi et mini °C • Précipitation mm |             |           |           |           |           |            |          |           |           |           |              |

### Faune et flore

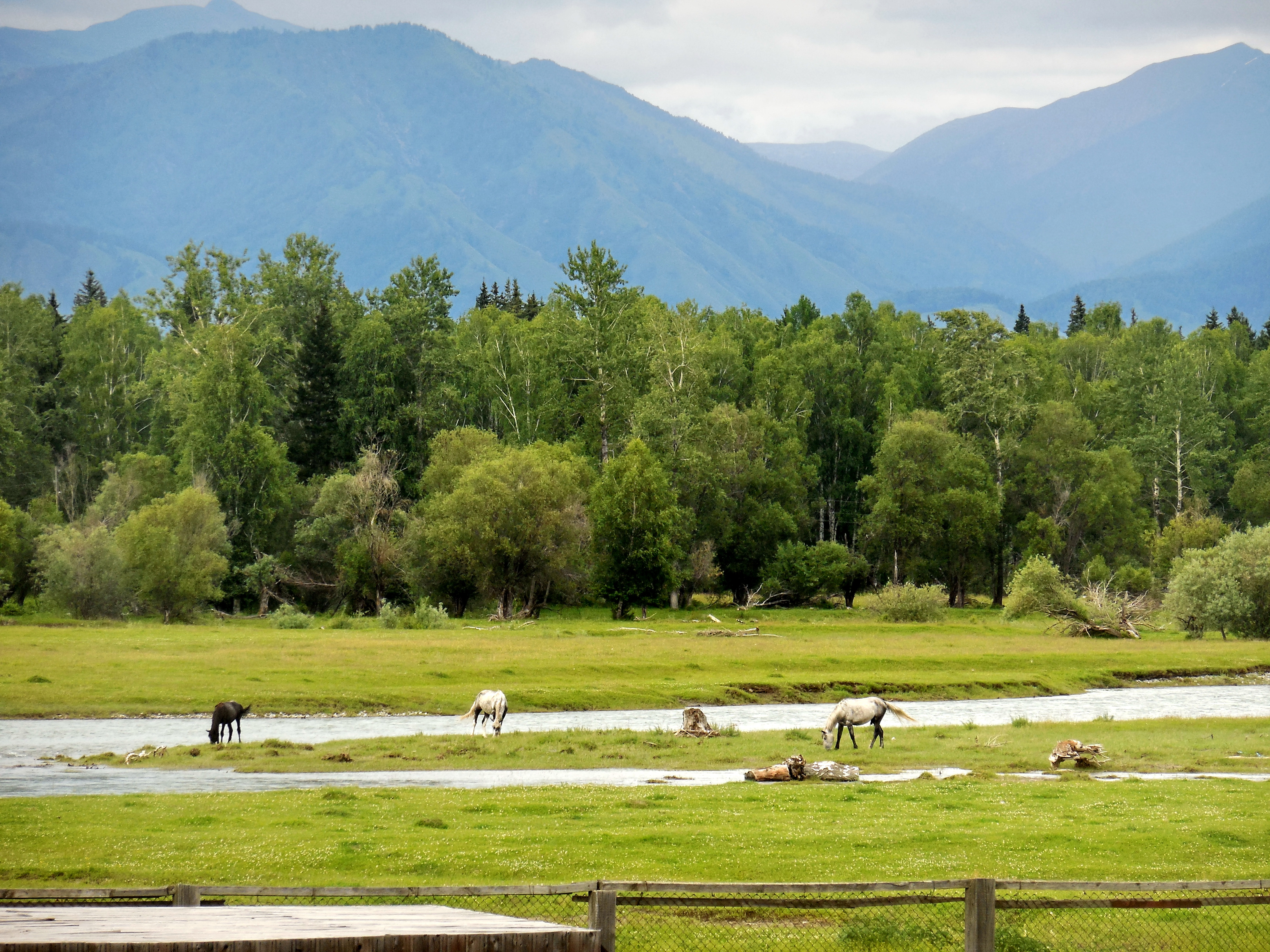
Une forêt avec un défluent de la Katoun et des chevaux.

Le village est entouré de prairies subalpines et de forêts de haute montagne, rendant le paysage très verdoyant. En termes de flore, la région, environ 700 espèces de plantes poussant dans la zone, dont plus de 20 qui sont répertoriées dans le livre rouge de la Russie ou de la république. Les arbres les plus répandus sont les mélèzes de Sibérie et les bouleaux, avec aussi des épicéas et cèdres de Sibérie. Dans l'ensemble, les forêts sont mixtes, avec à la fois des feuillus et conifères.
La faune de la région est aussi très riche, principalement parmi les oiseaux et rongeurs. Pour les oiseaux, on retrouve des fauvettes grisettes et couturière, fauvettes des jardins, paruline à calotte verte, pipit forestier, moucherolle gris, pinson des arbres, etc. Dans les bosquets et champs se retrouve particulièrement fauvettes à tête noire, alouette des champs, chardonneret; , caille, etc. Sur les cultures peuvent se voir des corneilles noires, des corbeaux, pies et autres. Outre les oiseaux, on retrouve chez les rongeurs des souris des bois et de terre, campagnols, des écureuils, des rats d'eau, des pikas de l'Altaï, des tamias de Sibérie, etc.
À cause des animaux, des maladies dangereuses peuvent toucher des personnes, avec des risque d'anthrax, de rage, et surtout de l'encéphalite à tiques.

## Histoire

### Histoire ancienne
À la périphérie ouest du village se trouve un site archéologique composé de 50 petits kourganes en pierre. Ils appartiennent à la culture hunno-sarmate, soit la période Xiongnu dans l'histoire du Haut-Altaï. Ils datent à peu près du IIIe siècle av. J.-C., prouvant un établissement de population dans la zone où se trouve aujourd'hui le village.

### Empire russe

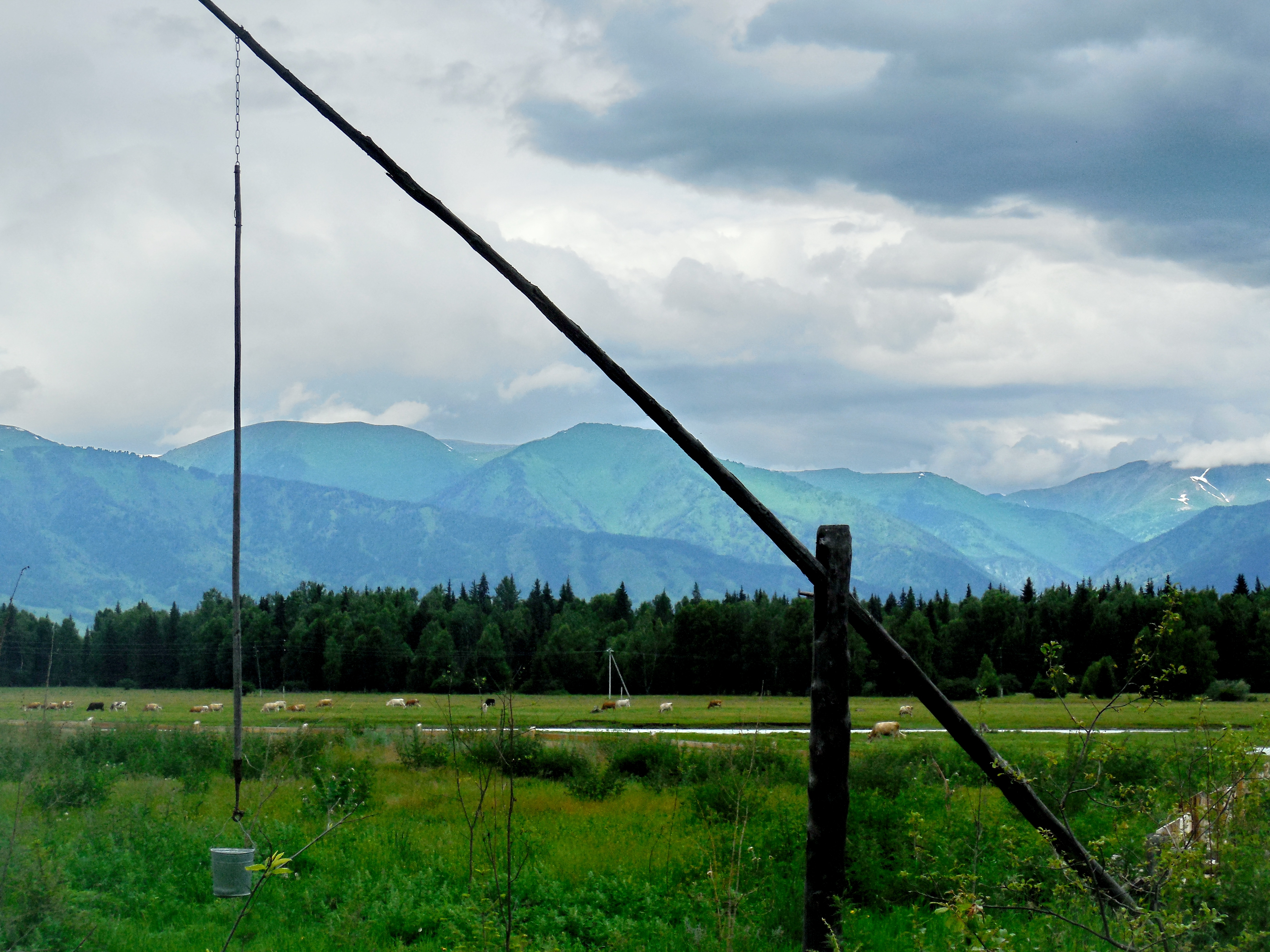
Vue des monts de la Terekta au loin depuis la steppe au niveau d'un défluent de la Katoun.

#### Fondation
L'histoire du village est intiment lié aux vieux-croyants, groupe séparée de l'église orthodoxe russe par leur refus des réformes introduites par le patriarche Nikon en 1666-1667. Leur existence au XVIIIe siècle était semi-légale dans l'Empire russe, voire des fugitifs, qui étaient réprimés pour leur foi. Dans les années 1760, un groupe de vieux-croyants, les Kamenchtchik (en), qui vivaient originellement le long de la Kerjenets dans le gouvernement de Nijni Novgorod, sont venus s'établir dans la vallée de la Boukhtarma et ses affluents (Bobrovka, Iazovaïa, Tikhaïa, etc). Cette région se situe aujourd'hui de l'autre côté au Kazakhstan de la frontière mais tout proche de la steppe d'Ouïmon. Ils ne devaient cependant pas dépasser la frontière, l'Altaï russe étant devenir russe depuis 1756.

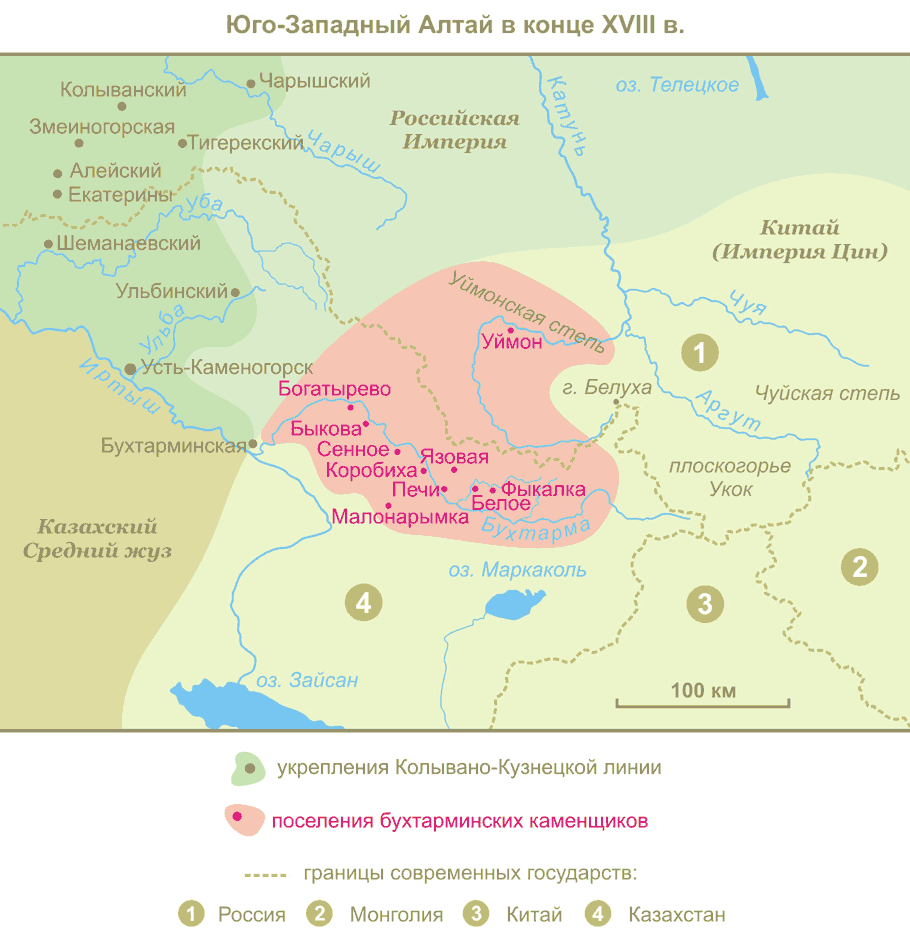
Aire de répartition des Kamenchtchik dans les années 1790, avec le village au centre-haut (Уймон).

À cette époque, l'endroit faisait partie du Khanat kazakh, permettant à ce groupe de pouvant vivre sans réel répression à cause de leur religion, grâce à l'isolement des terres. Les Kamenchtchiks devaient cependant faire attention et se protéger des multiples incursions des Qing, des nomades, mais aussi de troupes militaires de l'Empire russe. C'est pour cela que les premiers villages furent construits si loin des villes, dans une partie de l'Altaï aujourd'hui appelé l'Altaï de minerai.
Pendant les années 1780, la politique de répression s'intensifia, désormais considérés comme des criminels, même si le pouvoir les voyait aussi comme des colons pouvant peupler des régions. En 1790, certains Kamenchtchiks qui avait franchi la frontière entre Khanat et l'Altaï russe et qui s'étaient installé dans la steppe d'Ouïmon malgré la peur de répression demandèrent à être légaliser. Ils s'engagèrent à payer tout impôt ou à se rendre utile. De plus, ils s'engagèrent à créer une ligne militaire composé jusqu'à 300 personnes armées à la disposition du commandement militaire russe sur la frontière le Khanat et l'Empire.
Le 15 septembre 1791 (a.s.), un décret de Catherine II pardonna une partie de la population Kamenchtchiks, c'est-à-dire tous ceux ayant fait la promesse de servir la Russie et s'étant donc déjà établi dans la zone. Leur situation fut régularisée, et la steppe d'Ouïmon commença à voir des villages de ces populations apparaître. Ainsi, le village d'Oust-Koksa apparu en 1807, mais avant cela apparu celui de Verkh-Ouïmon. La date du village n'est pas certaine, mais le village étant mentionné par la Chambre d'État de Tomsk en décembre 1836 sur un fait s'étant produit dans le village en 1792, attestant le village au moins à cette date.
Cependant, selon une historienne de l'Université du Haut-Altaï, un document montre que la population du village a été soumis au Iassak 60 ans après sa fondation. Étant certain que le Iassak a été établi dès la légalisation de la population en 1791, cela ferait de la date de fondation du village 1731. Le lieu du village s'explique par l'arrivée de ces colons. En traversant les monts Katoun, ils auraient trouvé le cours de la rivière Okol, l'auraient descendu pour arriver le long de la Katoun, où se trouvait une grande plaine fertile, fondant ainsi le village.

#### Développement
Il est certain que quand les colons sont arrivés, le village était recouvert de taïga. Ils durent ainsi défricher afin de laisser place aux terres cultivées et aux habitations. La steppe d'Ouïmon était un bon endroit pour ces colons, ils étaient loin de tout, entourés de montagne, rendant difficile l'accès, mais ayant une assez grande plaine pour cultiver pour leurs besoins. Mais ces premières années, et ce jusqu'en 1824, les vieux-croyant vivaient sous la subordination des peuples Altaïens et de leurs conseils tribaux. En échange d'un impôt, ils pouvaient bénéficier de la terre. Mais en 1824, une administration fut créée à Verkh-Ouïmon, mais aussi à Katanda et à Oust-Koksa, s'affranchissant du pouvoir des Altaïens. En 1859, la population était de 286 habitants dans le village, mais peu à peu, les habitants allèrent créer de nouveaux villages dans la steppe. Le village vivait alors de l'agriculture, mais aussi de l'élevage, principalement de maral.
Les relations entre les Altaïens et les colons étaient compliqués, l'un détruisant une récolte, l'autre tuant du bétail (ou inversement). Chacun voulait s'approprier les terres, mais il y avait un problème. Aux yeux de la loi, un Russe et un Altaïen valait déjà pareil, alors que d'autres peuples minoritaires en Russie n'avaient pas les mêmes droits que les Russes. Grâce à l'adhésion volontaire des Altaïens dans l'Empire, cela avait pu leur permettre de gagner un statut très avantageux. Mais en 1886, un accord fut trouvé entre les deux parties : ils délimitèrent leurs zones dans la steppe et dans les alentours, et chacun ne pouvait plus aller dans l'autre zone pour cultiver ou s'y établir. Cependant, les violences continuèrent, avec en 1888 un colon russe qui venait de s'établir tuant 160 bêtes d'Altaïens et ayant pris des terres appartenant à des Altaïens. Il fut jugé, et les Altaïens concernés furent indemnisés. Cependant, il y avait des discriminations envers les Altaïens dans la zone, quant à l'alphabétisation ou l'accès à certaines machines apparaissant dans le domaine de l'agriculture. Ils étaient souvent plus pauvres que les Russes.
Pendant les années 1890, des troupeaux de chevaux, de cerfs et de bovins étaient apparus, et la chasse et la cueillette avait fait leur retour chez les Russes dans leur économie. Le village était cependant très enclavé, très peu de gens sortant et rentrant dans la steppe. Par exemple, en juillet 1895, la population n'était toujours pas au courant que Alexandre III était mort depuis le  20 octobre 1894 (a.s.). Au recensement de 1897, 90 ménages furent recensés, vivant dans 62 maisons et 96 huttes. La population était de 284 hommes et de 305 femmes, avec 30 hommes et 8 femmes alphabétisés seulement. Il y avait plus de 5000 têtes d'animaux d'élevage, deux fermes, et 53 exploitations agricoles. 154 personnes étaient imposables à ce moment-là dans le village.

Le village était alors le cœur économique et politique de la steppe, même si Oust-Koksa, plus peuplée, et Katanda, chef-lieu de la steppe, était plus important. Par exemple, l'archivage se faisait à Verkh-Ouïmon et non dans une des deux autres localités. Entre 1903 et 1905, eut lieu une affaire concernant l'attribution de certaines terres aux Altaïens, à laquelle la population de Verkh-Ouïmon était farouchement opposée. Un avocat se rendit même à Saint-Pétersbourg, capitale de l'Empire, afin de plaider la cause des habitants du village, même si les terres attribuées menaçaient pas directement le village. Mais rien n'y a fait, même si les habitants cherchèrent à se soulever, ce qui entraîna le jugement de 7 agitateurs. Les habitants demandaient d'ailleurs des terres supplémentaires. En 1903, les autorités du gouvernement de Tomsk se mirent en faveur des autorités locales au dépit de la population du village, mais les tractations à l'encontre du projet continuèrent. En 1905, le gouverneur par intérim de la province visita le village, et le 22 août (a.s.), il annula la décision de la commission de gestion foncière, puis attribua quelques parcelles supplémentaires à la population russe. En 1911, un compromis fu enfin trouvé, les Altaïens arrivant à faire en sorte que les terres soient plus équitablement répartis, et que certaines parcelles soient partagées. D'ailleurs, entre 1905 et 1911, une affaire de corruption entacha des avocats russes plaidant le dossier, faisant perdre confiance à la population qui se désintéressait de plus en plus des affaires.

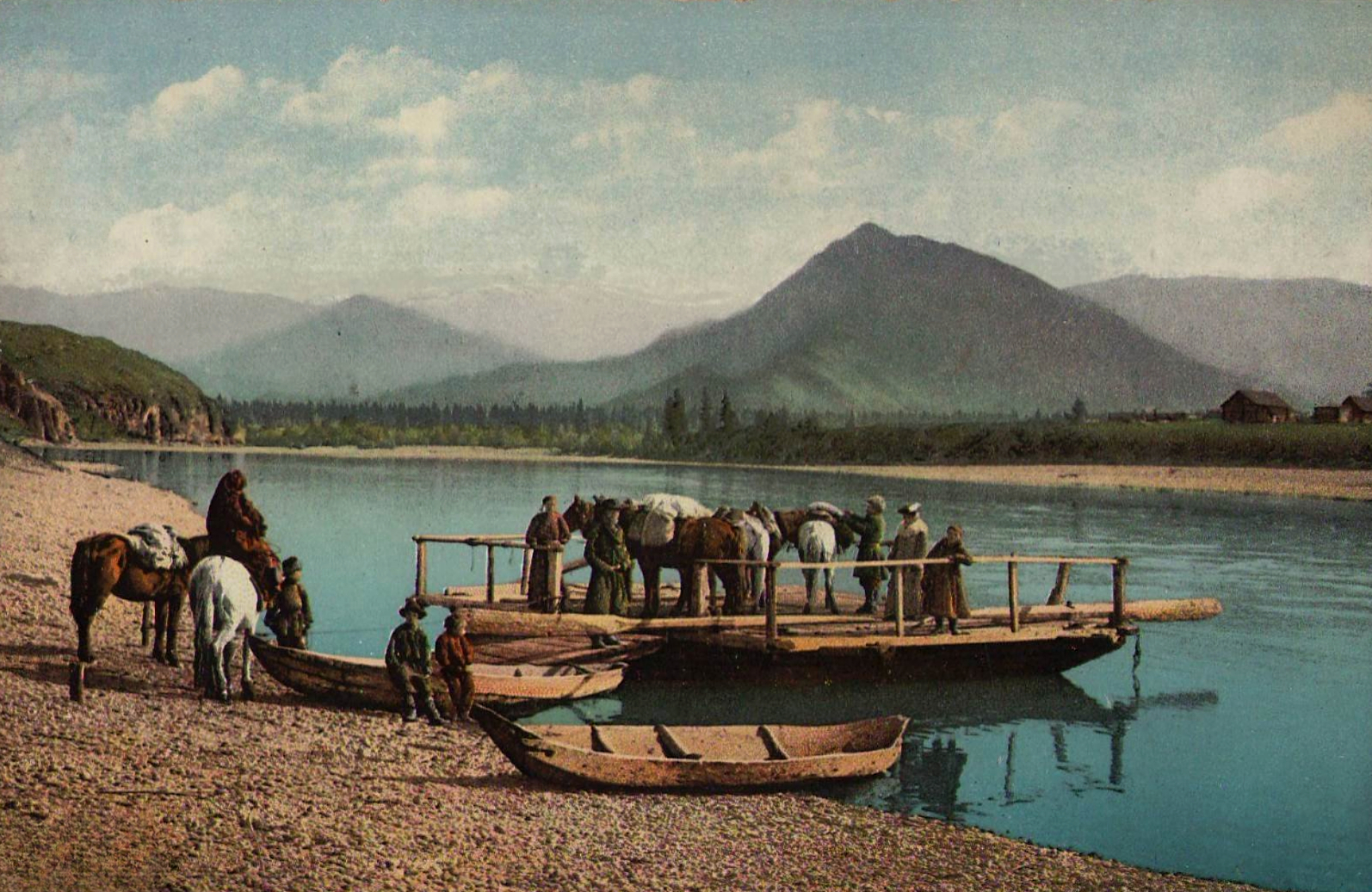
Carte postale des années 1910 montrant le « ferry » sur la Katoun près du village.

Au début des années 1910, une ligne de bac est établie sur la Katoun au niveau du village. Le bateau n'était qu'au début en bois, mais au fil des décennies, il s'est amélioré jusqu'à devenir un bateau moderne. En 1911, le village était devenu aussi un lieu de production de fromage, avec un qui était très demandé dans toute la région de l'Altaï. Le partage des terres entre Altaïens et russes fut à nouveau décrié en 1911 par des Russes souhaitant s'installer dans la steppe, mais rien ne changea, l'intérêt n'étant plus là pour la population après l'affaire du début du siècle qui s'était soldé par un compromis.

#### Guerre civile russe
En 1917 se déroule la révolution d'octobre, entraînant de l'instabilité dans la région. La zone du village est d'abord sous contrôle blanc, avant qu'en 1918-1919, les premiers détachements de garde rouge se forment dans la steppe d'Ouïmon. En 1918, quand la région de l'Altaï est encore blanche, un général, Piotr Fedorovitch Soukhov (ru), qui est communiste, doit fuir Barnaoul. Il arrive avec son détachement à rejoindre la steppe d'Ouïmon même si nombre d'entre eux sont morts, faisant 250 km en une semaine. En août 1918, ils prennent Katanda après avoir traversé la rive gauche quelques jours auparavant, puis Tioungour, où ils sont alors 253 hommes, mais son ensuite exécutés quelques jours plus tard.
Mais en 1919, des soulèvements de partisans, combinés aux débâcles d'Alexandre Koltchak en Sibérie, font que l'Altaï devient sous contrôle des communistes. Mais contrairement à 1918, la région reste à l'écart des combats au cours de la prise du pouvoir, les populations locales soutenant alors le changement.
Le 17 octobre 1920, des koulaks et SR du village se soulèvent conte les communistes, mais le soulèvement est réprimé dès le lendemain.

Il n'y a qu'en 1922 quand un certain Alexandre Kaigorodov, général blanc, souhaite reprendre l'Altaï, qu'une embuscade se déroule à Katanda, le village étant alors proche des combats.

### Période soviétique
En 1926, le village comptait selon le recensement 794 habitants, répartis dans 154 ménages.
Cette même année, du 7 au 9 août, le village est visité par le peintre russe Nicolas Roerich, alors qu'il est en expédition en Asie centrale.
Dans les années 1930, le village subit la collectivisation des terres, malgré la résistance des habitants, même si certains conservent des parcelles privées.

En 1968, un musée dédie à l'histoire et à la culture des Vieux-Croyants fut ouvert dans le village, ainsi qu'une école.

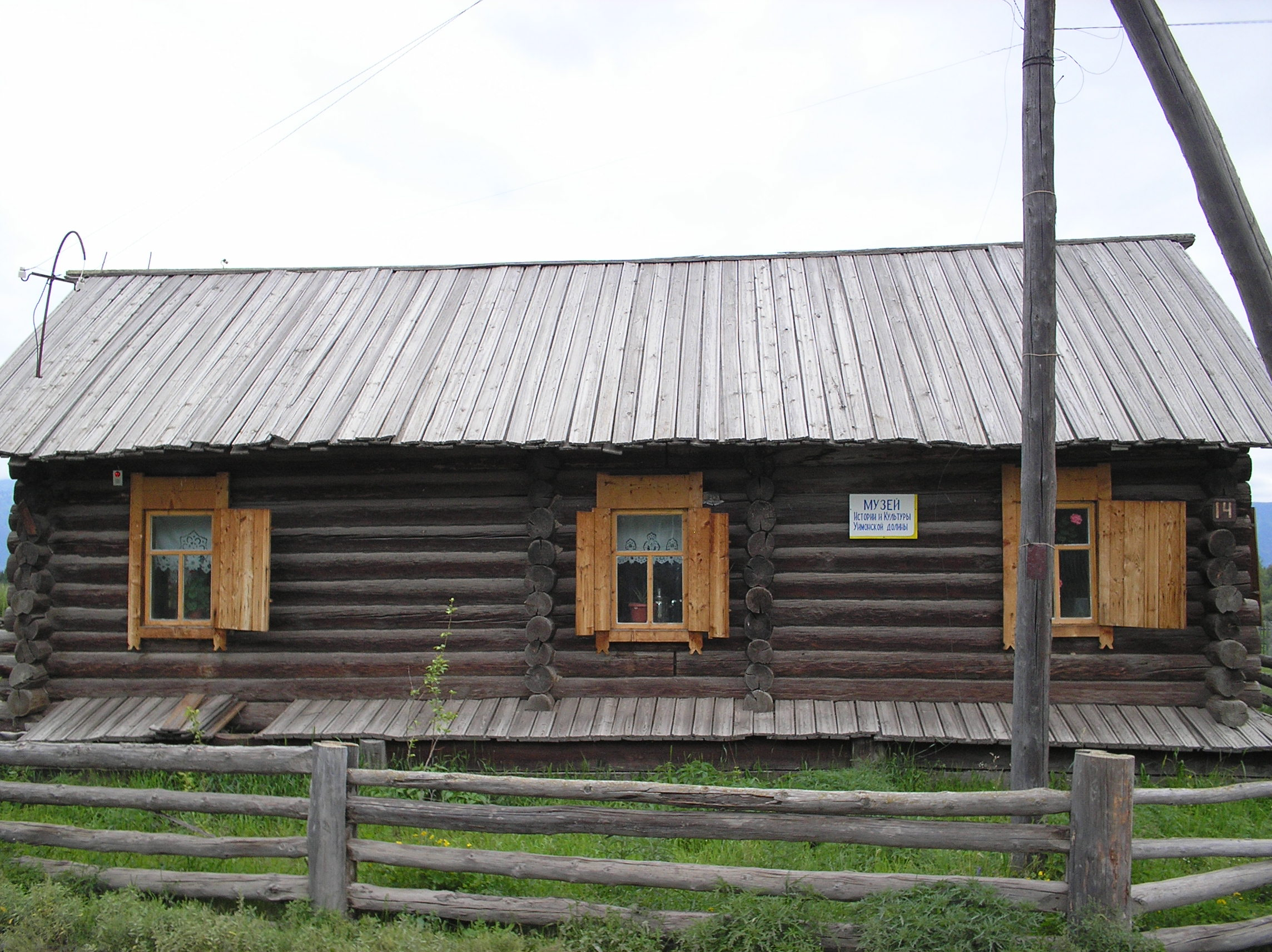
Muséum de l'histoire et de la culture de la vallée d'Ouïmon.

En 1978, avec l'ouverture d'un pont sur la Katoun à Moulta, le bac a cessé de fonctionner.

### Fédération de Russie
Après la dislocation de l'URSS, le village s'ouvrit au tourisme, grâce au patrimoine naturel de la région. Un second musée, cette fois-ci dédié Nicolas Roerich fut ouvert en 2001, car il a visité début août 1926 le village du 7 au 19.
En 2005, un pont en béton armé fut construit sur la Katoun au nord du village, permettant de raccourcir le trajet en voiture de 15 km vers Oust-Koksa.
Aujourd'hui, le tourisme et l'agriculture sont les principales activités économiques du village.

## Population et société

### Démographie
Recensements (*) et estimations de la population,,,,,:
| 1859 | 1893 | 1897* | 1899 | 1911 | 1921  |
| ---- | ---- | ----- | ---- | ---- | ----- |
| 286  | 640  | 589   | 603  | 664  | 1 272 |

| 1926* | 2002 | 2009 | 2010* | 2011 | 2012 |
| ----- | ---- | ---- | ----- | ---- | ---- |
| 794   | 639  | 618  | 579   | 580  | 602  |

| 2013 | 2014 | 2015 | 2016 | 2021* | - |
| ---- | ---- | ---- | ---- | ----- | - |
| 616  | 607  | 570  | 562  | 583   | - |

En 2002, sur les 639 habitants, il y avait 93 % de Russes, soit 594 des 639 habitants.
Au 1er janvier 2009, sur la population totale de 618  habitants (312 hommes et 266 femmes), il y avait :
- 80 enfants jusqu'à 7 ans, soit 12,9 % de la population ;
- 89 enfants de 7 à 15 ans, soit 14,4 % ;
- 389 personnes de 16 à 55 ans, soit 62,9 % ;
- 60 personnes ayant + de 55 ans, soit 9,8 %.

### Culture locale et services
Aujourd'hui, il y a 2 musées dans le village, un dédié au Vieux-Croyants, un dédié à Nicolas Roerich, et un à une personnalité de l'histoire locale.
Il y a dans le village en termes de services une école maternelle pouvant accueillir 43 élèves, une école secondaire pouvant en accueillir 113, une caserne de pompiers et un centre de soins d'urgence (ru).

## Économie et transports

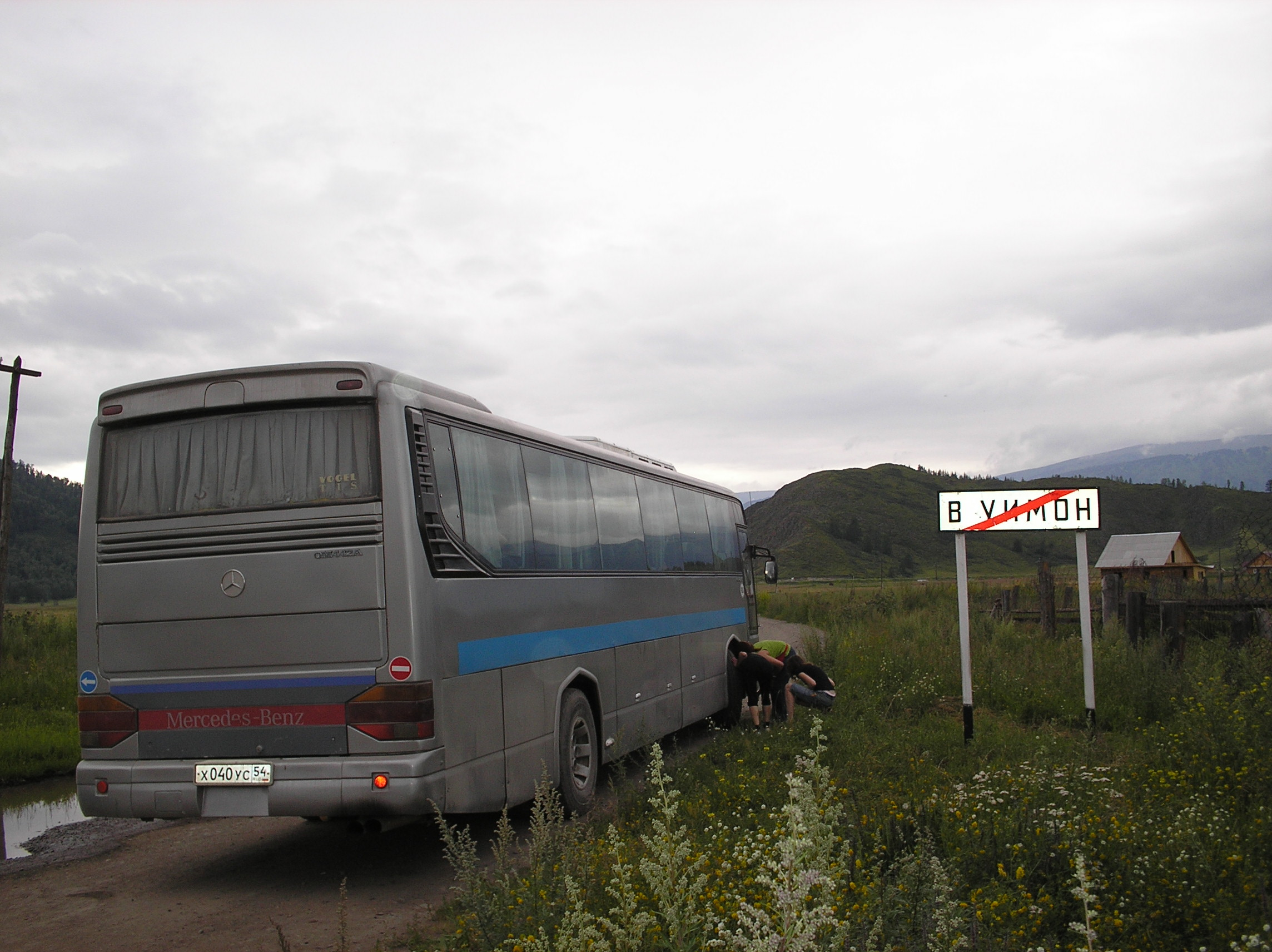
Bus avec le panneau de sortie de Verkh-Ouïmon.

Aujourd'hui, le tourisme est essentiel dans le village, même si l'agriculture occupe un place importante dans la région, avec la plus grande entreprise agricole du raïon. Cette entreprise possède de nombreuses coopératives agricoles dans différent villages, comme à Moulta ou à Tikhonkaïa. L'élevage de cerfs, de maral, de moutons est très important, tout comme les cultures de céréales et les cultures fourragères. Il y a aussi une fromagerie, une scierie, une briqueterie ainsi que d'autres entreprises.
Au 1er janvier 2009, il y avait 4 entreprises agricoles, employant 100 personnes ; une sylviculture en employant 3 ; deux écoles employant 41 personnes, etc. En tout, il y avait 201 employés dans le village à cette date.
Il y a dix puits dans le village pour l'alimentation en eau, avec de canalisations, mais il n'y a aucun réseau d'égout, les habitants utilisant des fosses sceptiques ou rejetant dans la rivière.
Concernant les routes, le village est traversé par la route régionale 84K-39, qui relie Moulta, traverse le village, puis enjambe la Katoun pour rejoindre la 84K-134, principale route de la steppe, menant de Tioungour à l'est jusqu'à Oust-Koksa à l'ouest et un peu plus loin. Prolongée à l'ouest par la 84K-121 à partir du village d'Abaï, cette route, dite route d'Ouïmon, rejoint la R256, principal axe régional.
Depuis 1974, un aérodrome est en service à Oust-Koksa, qui possède des rotations régulières vers Gorno-Altaïsk.
Une ligne de bus régionale, la 912, traverse le village, sur l'itinéraire Baranaoul - Gorno-Altaïsk - Oust-Kan - Oust-Koksa - Moulta. D'autres lignes de bus ou de marchroutkas desservent le village en direction des localités environnantes.

## Galerie

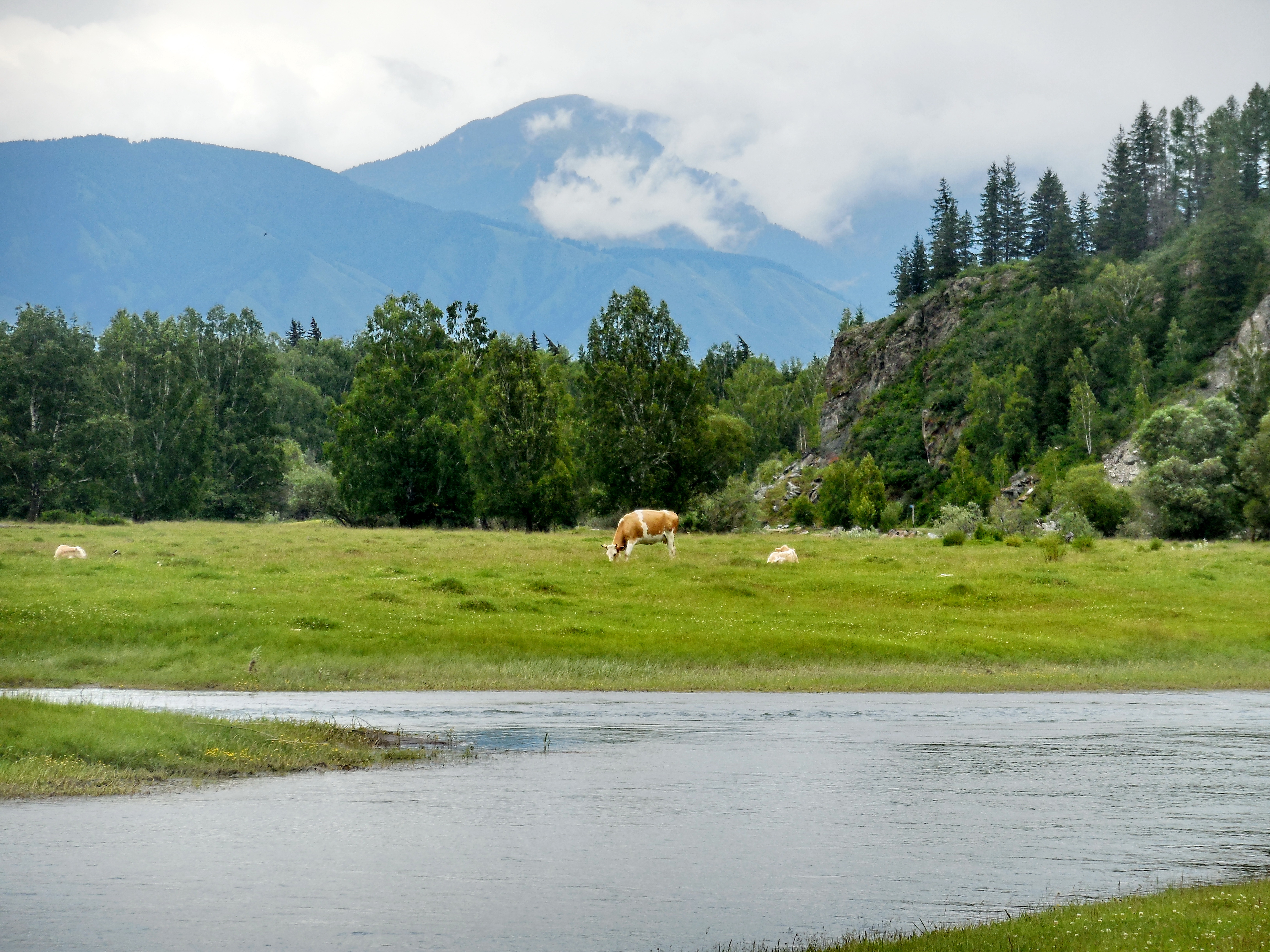
Vache broutant l'herbe.
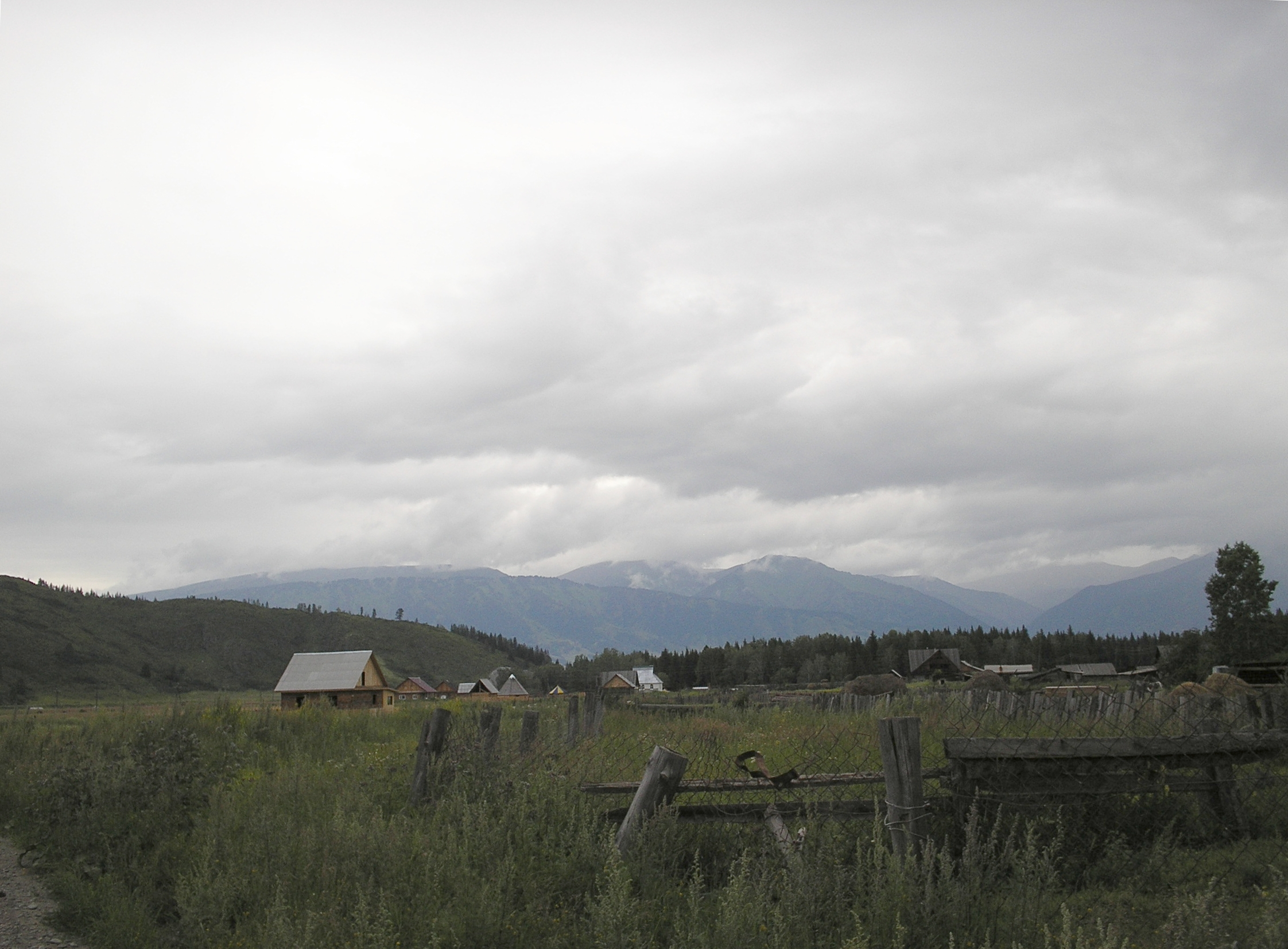
Maisons du village.
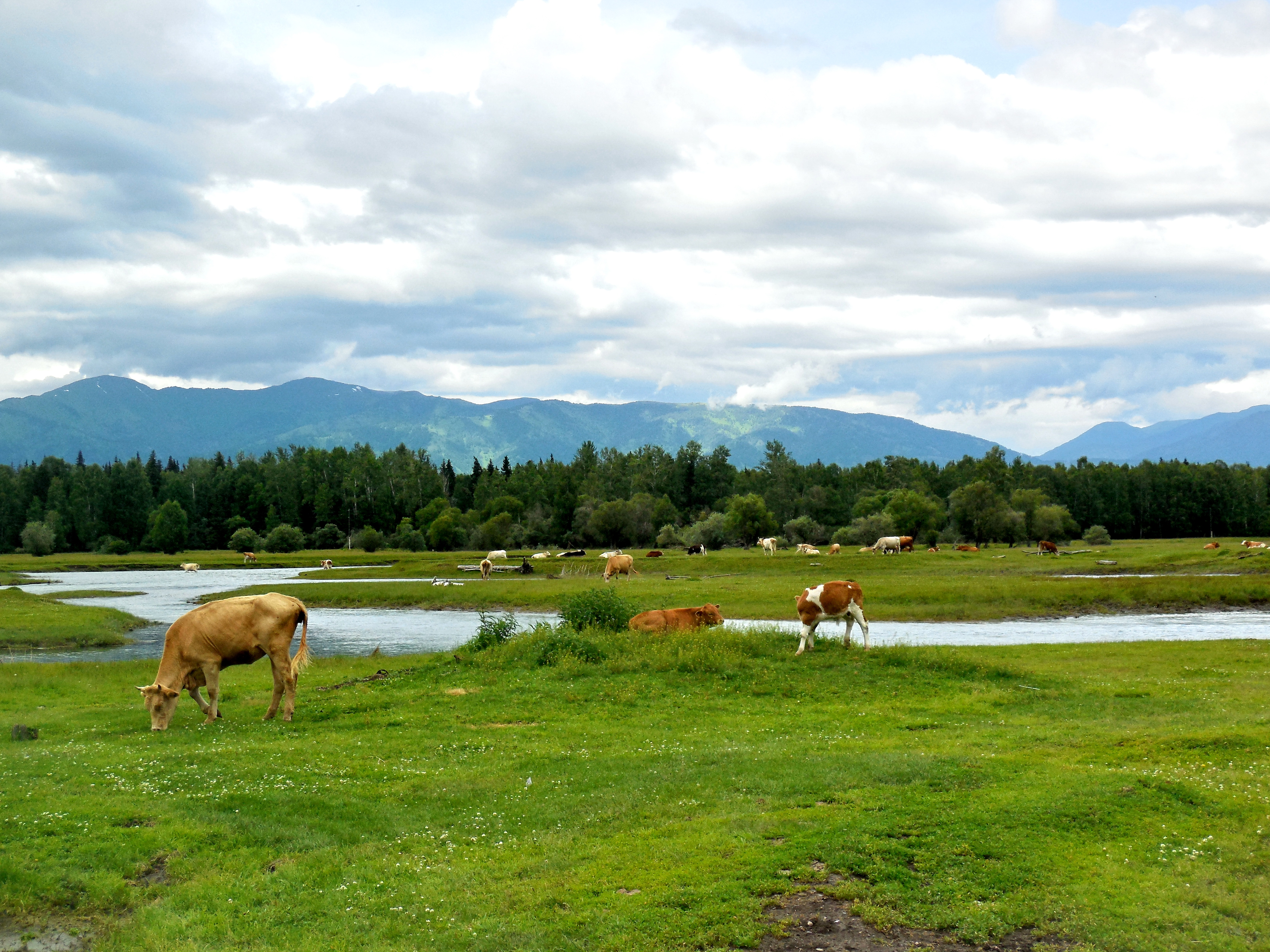
Des vaches broutant le long d'un défluent de la Katoun avec les monts de la Terekta en fond.
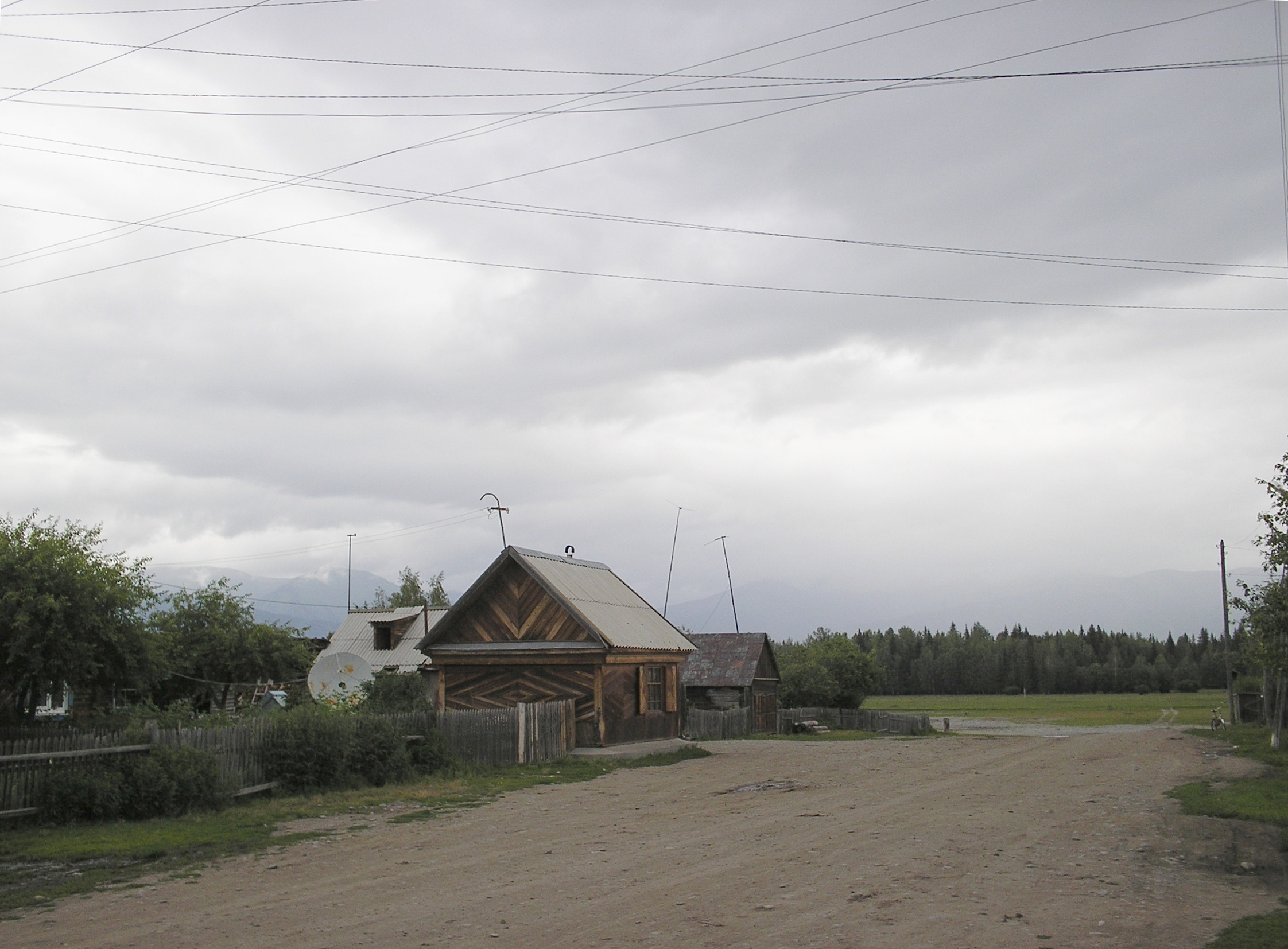
Maison dans le village.
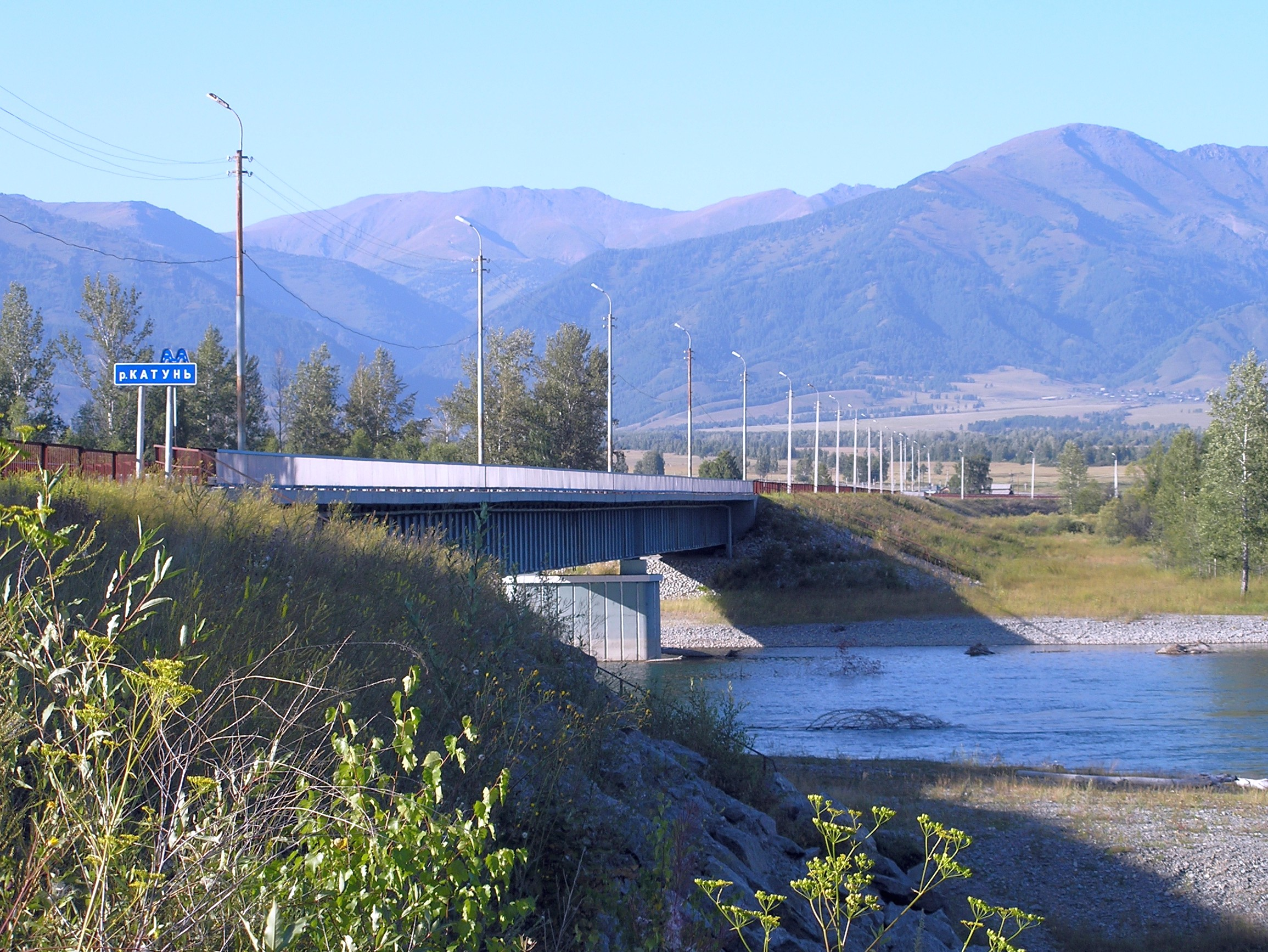
Nouveau pont sur la Katoun.

### Ouvrages officiels
: document utilisé comme source pour la rédaction de cet article.
- (ru) V.P. Kolotov et DI. Oudartsev (Ingénieur en chef de projet), МАТЕРИАЛЫ ПО ОБОСНОВАНИЮ ПРОЕКТА ГЕНЕРАЛЬНОГО ПЛАНА --  села Верх-Уймон, Верх-Уймонского сельского поселения Усть-Коксинского района Республики Алтай [« DOCUMENTS POUR LA JUSTIFICATION DU PROJET DE PLAN GENERAL -- Village de Verkh-Ouïmon, municipalité rurale de Katanda, raïon d'Oust-Koksa, république de l'Altaï »], Barnaoul,‎ 2010 (lire en ligne)
- (ru) Raïon d'Oust-Koksa, с. Верх-Уймон, Усть-Коксинский район, Республика Алтай ГЕНЕРАЛЬНЫЙ ПЛАН Схема ограничений использования территорий. Схема функционального зонирования (существующая) М 1:5000 [« Village de Verkh-Ouïmon, raïon d'Oustst-Koksa, république de l'Altaï PLAN DIRECTEUR * Schéma de restrictions à l'utilisation des territoires. Schéma de zonage fonctionnel (existant) M 1:5000 »] (lire en ligne)
- Documents administratifs de la municipalité rurale de Verkh-Ouïmon.